# Reusten

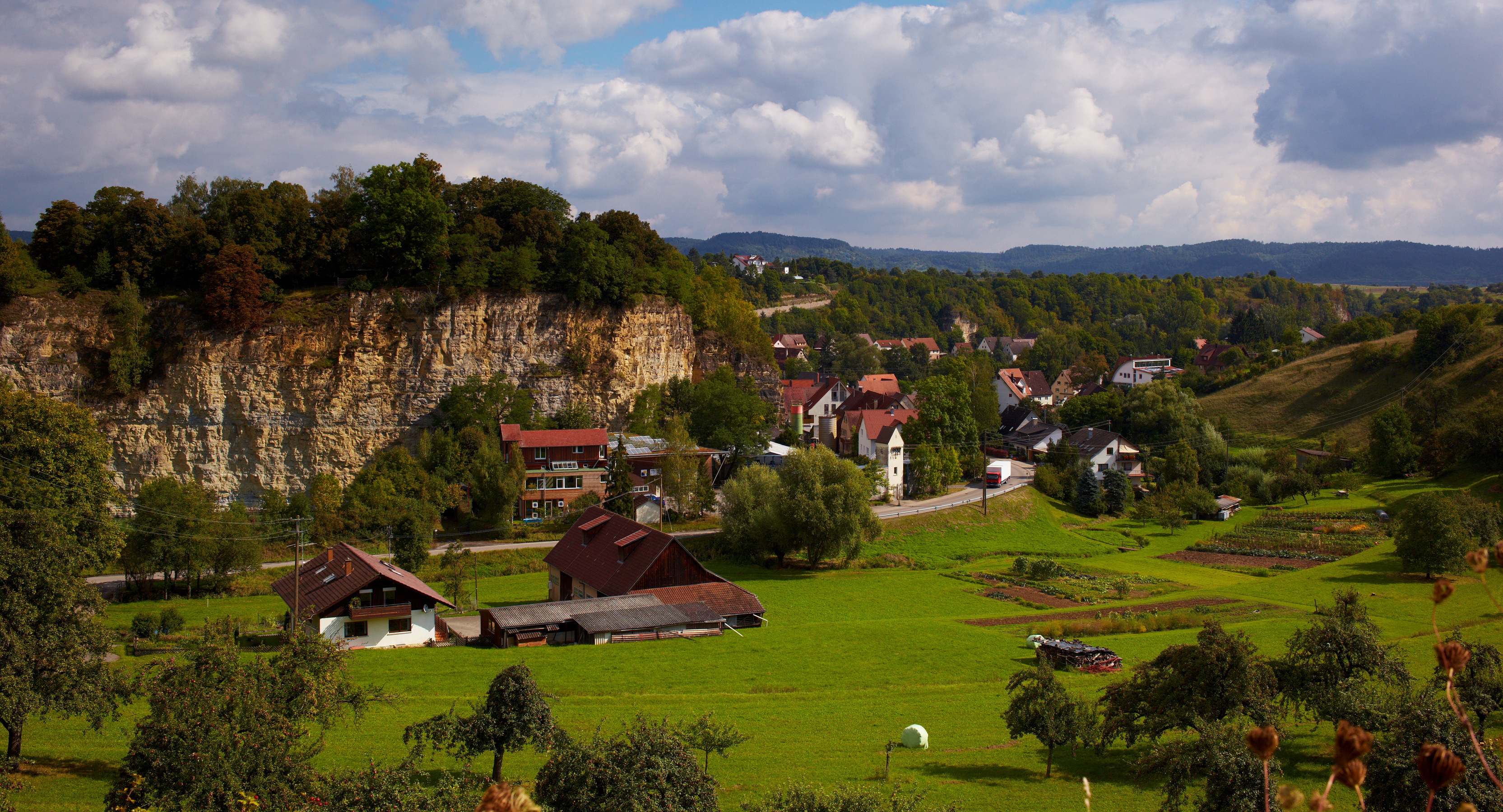
Kirchberg, Kochhartgraben und Ammertalhänge in Reusten

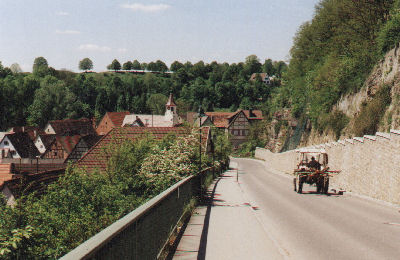
Schulsteige Reusten

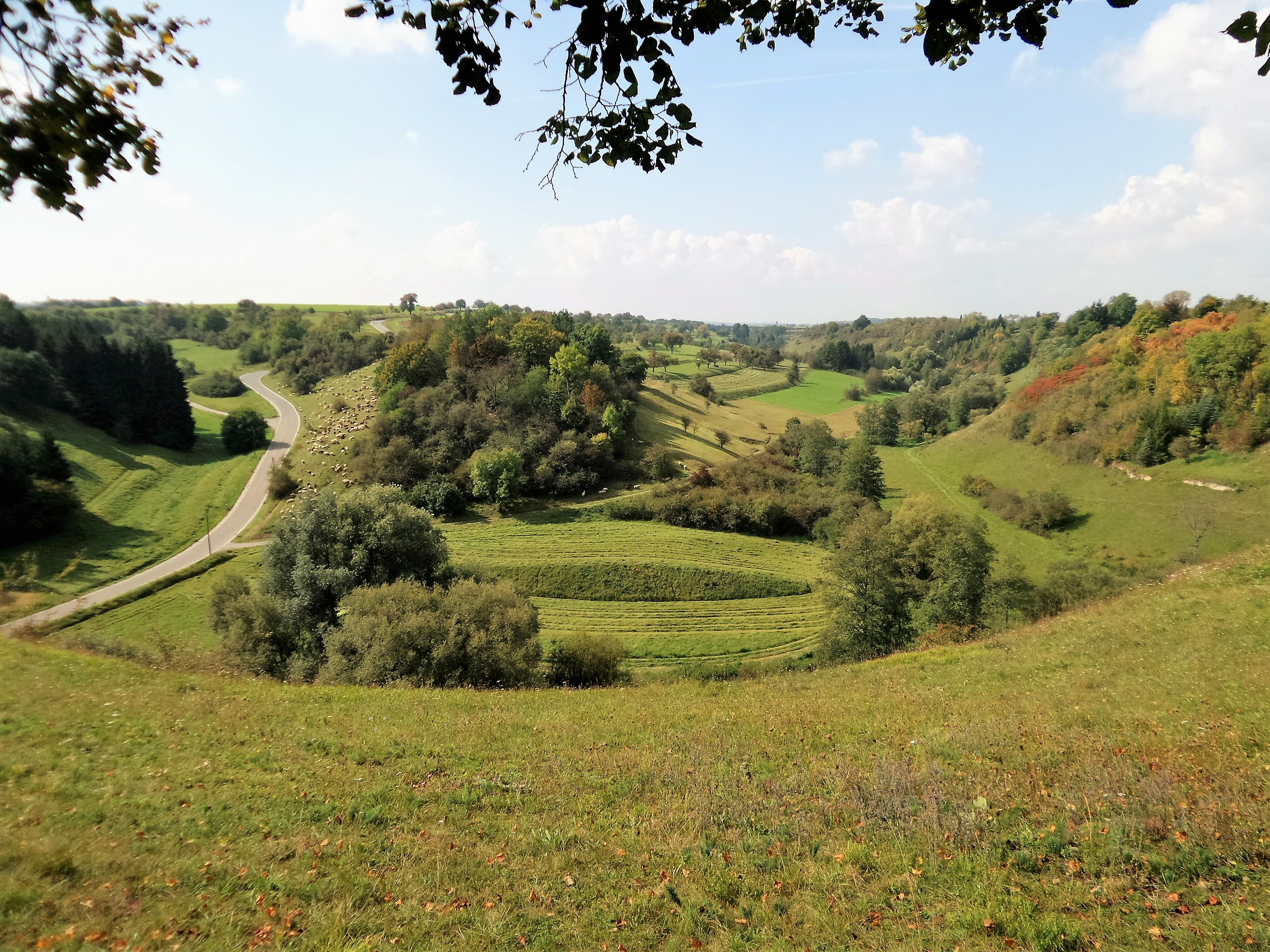
Blick vom Kirchberg über den Kochhartgraben

Reusten ist ein Ortsteil von Ammerbuch, einer Gemeinde im baden-württembergischen Landkreis Tübingen in Deutschland. Das Dorf liegt ca. 12 km westlich von Tübingen und ca. 8 km östlich von Herrenberg.

## Geographie
Die Ansiedlung liegt zwischen Poltringen und Altingen am Zusammenfluss von Ammer und Kochhart. Markant erheben sich im Ortszentrum von Reusten der Kirchberg und die Ammertalhänge als geologische Formationen über Kochhartgraben und Ammertal. Die Kochhart wird heute vor allem von der Kläranlage in Hailfingen gespeist. Sie entspringt nordwestlich von Bondorf. Die Ammer entspringt aus fünf Quelltöpfen südöstlich von Herrenberg.
Reusten ist der zweitkleinste Ortsteil von Ammerbuch und hat 973 Einwohner.

## Geschichte
Reusten wurde etwa im 6. Jahrhundert von den Alemannen gegründet. Der Name lässt sich wahrscheinlich von dem alemannischen Vornamen Rusto ableiten. Bei Grabungen wurden auf dem Kirchberg jungsteinzeitliche Siedlungen entdeckt. Die ältesten Funde lassen sich bis ungefähr 4500 v. Chr. zurückdatieren. Von großer Bedeutung ist der 2020 nur etwa 750 Meter vom Kirchberg entfernt in einem frühbronzezeitlichen Frauengrab gefundene Goldring von Ammerbuch. Es handelt sich um das früheste sicher datierbare Objekt aus Gold in Südwestdeutschland.
Reste der mittelalterlichen Burg Kräheneck geben bis heute Rätsel über ihre Bewohner auf. Auf dem Kirchberg wurde von Mönchen des Klosters Bebenhausen um 1300 die Heiligkreuzkirche erbaut, die bis 1759 dort oben stand. Erwähnt werden muss noch eine alte Römerstraße, die einst nördlich der Wolfsbergsiedlung verlief und die später „Königsstraße“ genannt wurde. An ihr befand sich im Mittelalter ein alter germanischer Gerichtsplatz. Eine Schenkung zur Zeit Kaiser Lothars, die auf diesem Gerichtsplatz besiegelt wurde, war Anlass für die erste urkundliche Erwähnung von „Rusten“ im Schenkungsbuch des Klosters Reichenbach; niedergeschrieben zwischen 1138 und 1152.
Den Necknamen „Totenrugeler“ (schwäbisch Daudarugaler) erhielten die Reustener nach einer Anekdote: bei einem winterlichen Leichenbegängnis auf den Kirchberg – dort liegt der Friedhof – soll einer der Sargträger ausgerutscht und der Sarg samt dem Toten den Berg hinunter „gerugelt“ sein.
In Reusten wurde am 3. November 1774 der Begründer des schwäbischen Mundarttheaters Gottlieb Friedrich Wagner geboren. Von 1946 bis 1951 lebte hier im Gasthof Lamm der Sportler für Schwerathletik Fritz Wenninger.
Am 1. Dezember 1971 fusionierte Reusten mit fünf weiteren Gemeinden zur neuen Gemeinde Ammerbuch.
| Jahr                | Einwohner |
| ------------------- | --------- |
| 1855                | 610       |
| 1900                | 597       |
| 1950                | 584       |
| 1961 (6. Juni)      | 626       |
| 1971 (31. Dezember) | 962       |
| 2000                | 996       |
| 2004 (31. Dezember) | 1037      |
| 2005 (31. Dezember) | 1024      |
| 2006 (31. Dezember) | 1016      |
| 2007 (31. Dezember) | 1015      |
| 2008 (31. Dezember) | 989       |
| 2009 (31. Dezember) | 992       |
| 2010 (31. Dezember) | 963       |
| 2011 (31. Dezember) | 967       |
| 2012 (31. Dezember) | 954       |
| 2013 (30. November) | 982       |
| 2015 (31. März)     | 973       |
| 2016                | 962       |
| 2019                | 955       |
| 2020 (Dezember)     | 945       |
| 2023 (Januar)       | 941       |

## Wappen
Das 1954 angenommene Gemeindewappen zeigt in Gold einen roten Schräglinksbalken, darüber eine Königskrone, die unten von einem grünen Lindenzweig begleitet ist. Der Balken und die Krone sollen an die Königsstraße erinnern, die einst durch die Gemarkung verlief. Der Lindenzweig weist auf die Gerichtsstätte hin (Gerichtslinde). Die Farben Rot und Gold sind dem Wappen der Tübinger Pfalzgrafen entnommen.
Das Wappen war bis zur Gründung von Ammerbuch im Jahr 1971 gültig, jetzt ist das Ammerbucher Wappen gültig.

## Infrastruktur
In Reusten gibt es einen Friedhof und einen Kindergarten.
Ferner befinden sich eine Metzgerei und ein kleiner Dorfladen sowie das Gasthaus zum Löwen im Ortskern.
Die Grund- und Förderschule wurde wegen zu niedriger Schülerzahlen geschlossen.
Grundschüler besuchen nun die Grundschulen in Poltringen und Altingen, für Förderschüler ist die Förderschule Rottenburg zuständig.
Die Schule wurde zur Nutzung als Kindergarten umgebaut.
Es gibt eine Busanbindung nach Altingen oder Pfäffingen, an beiden Orten liegen Haltepunkte der Ammertalbahn zu den nächsten Städten Tübingen und Herrenberg mit Anschluss zum Fernverkehr und in die Region Stuttgart.

## Zehntscheuer
Ein Förderverein hat die 1575 erbaute Zehntscheuer, neben der Kelterkirche, in eine Kulturscheuer mit Bürgertreff umgebaut.

## Sport

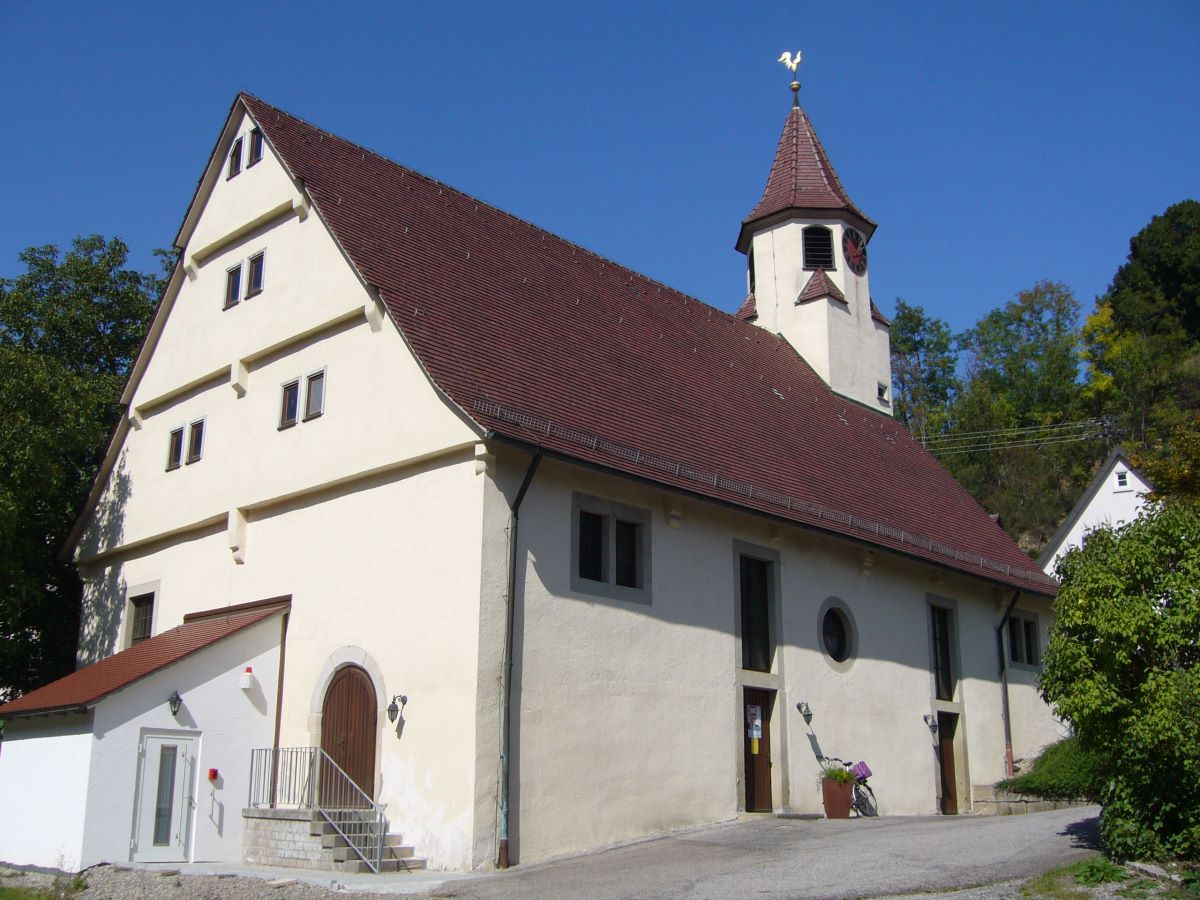
Die evang. Kelter-Kirche

In Reusten gibt es einen Turn- und Gymnastik (früher: Gesang) Verein, den TGV Reusten. Dieser hat eine Handballspielgemeinschaft mit dem TV Nebringen und dem SV Bondorf, die SG Ammer-Gäu. Zusätzlich existiert ein Reitverein.
Außerdem findet in Reusten ein alljährliches Handballturnier auf dem Sportplatz statt.

## Religion
Die evangelische Kirche von Reusten befindet sich in der Ortsmitte.
1825 wurde die ehemalige Bebenhauser Weinkelter in eine Kirche umgewandelt.